# Dave Ryding
Dave Ryding, właśc. James David Ryding (ur. 5 grudnia 1986 w Chorley) – brytyjski narciarz alpejski, olimpijczyk.

## Kariera
Po raz pierwszy na arenie międzynarodowej Dave Ryding pojawił się 1 kwietnia 2002 roku w Pitztal, gdzie w zawodach juniorskich zajął 49. miejsce w slalomie. Nigdy nie wystąpił na mistrzostwach świata juniorów. W zawodach Pucharu Świata zadebiutował 21 grudnia 2009 roku w Alta Badia, gdzie nie ukończył pierwszego przejazdu w slalomie. Pierwsze pucharowe punkty wywalczył 11 listopada 2012 roku w Levi, zajmując 26. miejsce w tej samej konkurencji. Były to jego jedyne punkty w sezonie 2012/2013, który ukończył ostatecznie na 136. miejscu w klasyfikacji generalnej. Na podium zawodów tego cyklu po raz pierwszy stanął 22 stycznia 2017 roku w Kitzbühel, kończąc slalom na drugiej pozycji. W zawodach tych rozdzielił Austriaka Marcela Hirschera i Rosjanina Aleksandra Choroszyłowa. Najlepsze wyniki osiągnął w sezonie 2016/2017, kiedy zajął 23. miejsce w klasyfikacji generalnej, a w klasyfikacji slalomu był ósmy.
W 2009 roku wystąpił na mistrzostwach świata w Val d’Isère, gdzie zajął 41. miejsce w slalomie gigancie, a slalomu nie ukończył. Na rozgrywanych dwa lata później mistrzostwach świata w Garmisch-Partenkirchen w gigancie zajął 39. miejsce, a slalomu ponownie nie ukończył. Startował w slalomie na MŚ w Schladming (2013) i MŚ w Vail/Beaver Creek (2015), ale w obu przypadkach nie kończył rywalizacji. W 2010 roku uczestniczył igrzyskach olimpijskich w Vancouver, zajmując 27. miejsce w slalomie i 47. miejsce w gigancie. Brał także udział w igrzyskach w Soczi w 2014 roku, gdzie w slalomie był siedemnasty. Cztery lata później, na Zimowych Igrzyskach Olimpijskich 2018 w Pjongczangu, uzyskał jak dotąd swój najlepszy rezultat na igrzyskach – zajął 9. miejsce w slalomie. W 2019 roku na mistrzostwach świata w Åre uzyskał swój najlepszy wynik na zawodach tej rangi – ukończył rywalizację w slalomie na 9. miejscu.

## Osiągnięcia

### Igrzyska olimpijskie
| Miejsce | Dzień     | Rok  | Miejscowość | Konkurencja | Czas biegu | Strata | Zwycięzca        |
| ------- | --------- | ---- | ----------- | ----------- | ---------- | ------ | ---------------- |
| 47.     | 23 lutego | 2010 | Vancouver   | Gigant      | 2:37,83    | +10,20 | Carlo Janka      |
| 27.     | 27 lutego | 2010 | Vancouver   | Slalom      | 1:39,32    | +5,81  | Giuliano Razzoli |
| 17.     | 22 lutego | 2014 | Soczi       | Slalom      | 1:41,84    | +4,07  | Mario Matt       |
| 9.      | 22 lutego | 2018 | Pjongczang  | Slalom      | 1:38,99    | +1,17  | André Myhrer     |
| 13.     | 16 lutego | 2022 | Pekin       | Slalom      | 1:44,09    | +1,48  | Clément Noël     |

### Mistrzostwa świata
| Miejsce | Dzień     | Rok  | Miejscowość       | Konkurencja | Czas biegu | Strata | Zwycięzca              |
| ------- | --------- | ---- | ----------------- | ----------- | ---------- | ------ | ---------------------- |
| 41.     | 13 lutego | 2009 | Val d’Isère       | Gigant      | 2:18,82    | –      | Carlo Janka            |
| DNF1    | 15 lutego | 2009 | Val d’Isère       | Slalom      | 1:44,17    | –      | Manfred Pranger        |
| 39.     | 18 lutego | 2011 | Ga-Pa             | Gigant      | 2:11,90    | +5,23  | Ted Ligety             |
| DNF1    | 20 lutego | 2011 | Ga-Pa             | Slalom      | 1:42,88    | –      | Jean-Baptiste Grange   |
| DNF2    | 17 lutego | 2013 | Schladming        | Slalom      | 1:51,03    | –      | Marcel Hirscher        |
| DNF1    | 15 lutego | 2015 | Vail/Beaver Creek | Slalom      | 1:57,47    | –      | Jean-Baptiste Grange   |
| 11.     | 19 lutego | 2017 | Sankt Moritz      | Slalom      | 1:34,75    | +1,43  | Marcel Hirscher        |
| 9.      | 17 lutego | 2019 | Åre               | Slalom      | 2:05,86    | +1,17  | Marcel Hirscher        |
| DNF1    | 21 lutego | 2021 | Cortina d’Ampezzo | Slalom      | 1:46,48    | –      | Sebastian Foss Solevåg |

### Puchar Świata

#### Miejsca w klasyfikacji generalnej
- sezon 2009/2010: –
- sezon 2011/2012: –
- sezon 2012/2013: 136.
- sezon 2013/2014: –
- sezon 2014/2015: 99.
- sezon 2015/2016: 70.
- sezon 2016/2017: 23.
- sezon 2017/2018: 34.
- sezon 2018/2019: 24.
- sezon 2019/2020: 57.
- sezon 2020/2021: 37.
- sezon 2021/2022: 30.
- sezon 2022/2023: 45.
- sezon 2023/2024: 29.

#### Miejsca na podium w zawodach
1. Kitzbühel – 22 stycznia 2017 (slalom) – 2. miejsce
2. Oslo – 1 stycznia 2019 (slalom równoległy) – 2. miejsce
3. Adelboden – 10 stycznia 2021 (slalom) – 3. miejsce
4. Kitzbühel – 22 stycznia 2022 (slalom) – 1. miejsce
5. Garmisch-Partenkirchen – 27 lutego 2022 (slalom) – 2. miejsce
6. Kitzbühel – 22 stycznia 2023 (slalom) – 2. miejsce
7. Madonna di Campiglio – 22 grudnia 2023 (slalom) –  3. miejsce